# Jacques Piccard

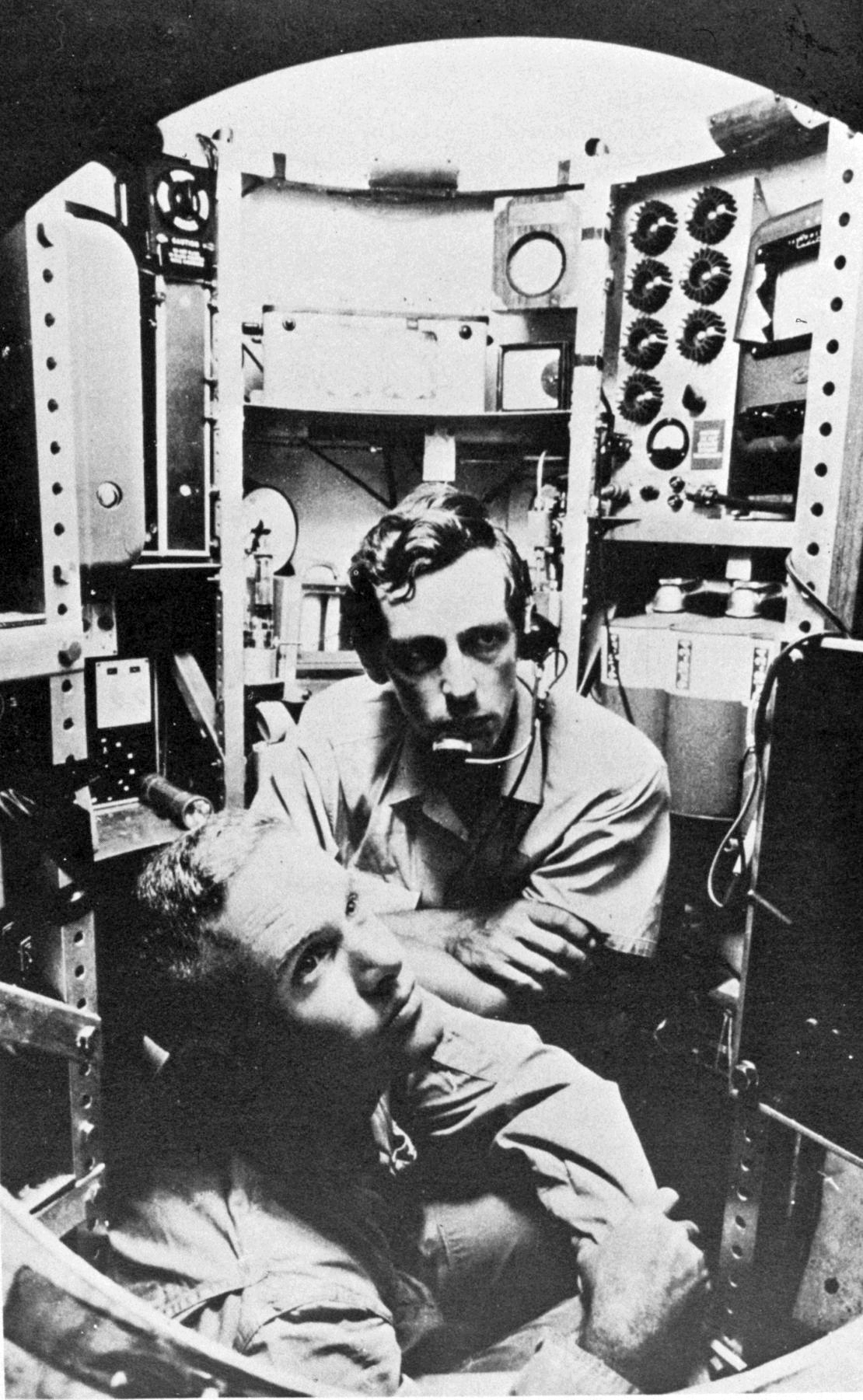
Piccard (jobbra) és Walsh (balra) a Trieste bathyscaphe-ban

Jacques Ernest-Jean Piccard (Brüsszel, 1922. július 28. – La Tour-de-Peilz, Vaud kanton, 2008. november 1.) svájci tengerkutató, Auguste Piccard fizikus fia. 

## Pályafutása
Közgazdaságtant és történelmet tanult a Genfi Egyetemen. 1946–48 között tanársegédként dolgozott az egyetem közgazdaságtani tanszékén.
Apja mellett részt vett 1953-ban a Trieste mélyre merülő vízijármű, a bathyscaphe tervezésében, s amit Olaszországban építettek meg. Az apa és fia 3139 méter mélységbe merültek a Trieste-tel a Tirrén-tengerben, Ponza előtt. 
Jacques folytatta apja munkáját. Az USA Haditengerészetének érdeklődését felkeltette a bathyscaphe, több merülést finanszíroztak a Capri sziget előtt, és 1957-ben megvásárolták. Piccard ettől kezdve tudományos tanácsadóként működött a haditengéreszetnél. 1959-ben a bathyscaphe-t Guam szigetére vitték. 
1960. január 26-án Piccard és Don Walsh amerikai tengerészhadnagy lemerültek a Trieste-tel a Mariana-árok legmélyebb pontjára, a Challenger-szakadékba, 10916 méter mélységbe. (Ezt a műveletet a 2012 márciusáig nem ismételte meg senki. Március 26-án James Cameron, ismert kanadai filmrendező Deepsea Challenger nevű egyszemélyes, rendkívül szűk, függőleges, oszlopszerű kapszulájával mintegy két és fél óra alatt merült le a 11 ezer méteres mélységbe.)
2008. február 1-jén doctor honoris causa címet adományozott Jacques Piccard-nak a Leuveni Katolikus Egyetem.

## Könyvei
- 11 000 méter mélységben (1961)
- A nap a tenger alatt (tudományos élménybeszámoló, 1971)